# ディストラクションZ
『ディストラクションZ』（原題：Zombies）は、2016年公開のアクションホラー映画。
Hamid Torabpourが脚本・監督を担当し、トニー・トッドやスティーヴン・ルーク、レイナ・ハインが出演した。

## あらすじ
致命的なウイルスが世界を崩壊させた。生存者たちは武装して、血に飢えた暴れ回るゾンビたちと戦う必要に迫られる。

## キャスト
- Detective Sommers - トニー・トッド
- ルーク - Steven Luke
- ベナ - レイナ・ハイン（英語版）
- タラ - Amanda Day
- マーカス - Aaron Courteau
- デイヴ - Marcus Dee
- ハーレイ - Heidi Fellner
- Dad - Todd Vance
- Beaker - Jim Westcott
- Lily - Amber Rhodes
- Shrimp Scampi - Brian Thoe
- Porch Man - Bruce Miller
- アーロン - Cameron Cylkowski
- Little Girl - Aundrea Smith
- Zombie Stairs - Cody Fleury
- Listening Survivor - Lucas Youngerberger

## 公開
2016年10月21日に一部の劇場で公開され、2017年9月29日にデジタル配信された。